# Norimberské právo
Norimberské právo označuje městské právo, tedy soubor právních zvyklostí, kterými se řídilo (ve středověku) město Norimberk. Hlavním pramenem norimberského práva bylo Švábské zrcadlo (užívané v prostoru švábského, resp. jihoněmeckého práva).

## Česká města norimberského práva
Pro české dějiny má toto právo zvláštní význam, protože tvořilo s magdeburským právem hlavní okruh městských práv užívaný městy v českých zemích (přičemž norimberský okruh byl významně větší, k Magdeburgu se hlásila města na sever od linie Chomutov – Louny – Slaný – Praha Malá Strana – Kolín – Kouřim – Polička – Olomouc). Nejsilnější vztah k Norimberku mělo město Cheb, u dalších jsou vazby značně volné, od poloviny 14. století jsou doloženy svébytné okruhy domácích práv (brněnské právo, jihlavské právo, znojemské právo a pražské právo). Původní zakládání městských práv na zvyklostech „vzorových měst“ znalo dotazy o naučení ve sporných případech k těmto městům, v případě norimberského okruhu je toto doloženo jen u Chebu, za Václava IV. byly vysloveně jakékoliv žádosti za hranice zakázány (města se dotazovala v Čechách Prahy a na Moravě Brna). Kodifikace městského práva v Čechách, tedy Koldínův zákoník, vycházely ze švábských zvyklostí (z Brna).